# Avalúo fiscal
Avalúo fiscal o valor catastral es la tasación, no comercial, que lleva a cabo el fisco sobre un predio o bien raíz, con el fin de valorizarlos y aplicarles una contribución o impuesto territorial. Generalmente el avalúo fiscal es inferior al avalúo comercial. 

## Servicio de valoración
Un avalúo fiscal es un servicio mediante el cual se valúa y dictamina el valor comercial de los bienes muebles o inmuebles que se pretendan otorgar en garantía o ya previamente embargados, por concepto de Créditos Fiscales impugnados y recurridos ante la autoridad.[cita requerida]